# Институт благородных девиц (телесериал)
«Институт благородных девиц» — российский исторический сериал производства группы компаний «Новелла» (производителя сериалов «Кармелита», «Мачеха», «Взрослые игры», «Кровинушка» и других).
Показ сериала начался в октябре 2010 года на телеканале «Россия-1». В основу сериала положены автобиографические воспоминания студенток институтов благородных девиц в Российской Империи.
На данный момент сериал состоит из двух сезонов: «Институт благородных девиц» (260 серий), «Тайны института благородных девиц» (259 серий).

## Сюжет
Действие сериала происходит в Российской Империи во второй половине XIX века на фоне социальных потрясений и русско-турецкой войны. В центре сюжета история любви воспитанницы института благородных девиц Софьи и женатого графа Воронцова.

## В ролях
- Алиса Сапегина — графиня Софья Ивановна Воронцова (урождённая Горчакова), незаконнорождённая дочь князя Петра Хованского, единокровная сестра князя Андрея Хованского, воспитанница Института Благородных Девиц, позже его начальница, супруга графа Воронцова. В конце сериала ждёт ребёнка от графа.
- Александр Арсентьев (замена — Сергей Астахов) — граф Владимир Сергеевич Воронцов, полковник, муж Софьи Воронцовой. Воспитывал приёмного сына Серёжу, которого родила его бывшая жена Нина Воронцова.
- Алина Ланина (Кизиярова) — Елизавета Павловна Муромцева (урождённая княжна Вишневецкая), возлюбленная поручика Орлова, позже возлюбленная и супруга капитана Муромцева.
- Сергей Колесников — † князь Алексей Сергеевич Вишневецкий, дядя Лизы и Алексея, он же "Адмирал", является злодеем и королём преступного мира Москвы. Убил своего брата Павла Вешневецкого, Евгения Бутова и Антона Васильева. Умер. Был влюблён в жену своего брата. (2 сезон)
- Игорь Стам — капитан Родион Михайлович Муромцев, возлюбленный и муж Лизы. Устраивал дуэль с Орловым.
- Дмитрий Варшавский — граф Андрей Михайлович Орлов, бывший возлюбленный Лизы, впоследствии четвёртый супруг Натальи Каннингем, адъютант полковника Воронцова, затем генерала Скобелева. Осуждён.
- Анна Леванова (замена — Кристина Казинская) — † Алёна Знаменская. Умерла от скарлатины, которой заразилась от младшей сестры Юлии Извольской, Виктории.
- Софья Донианц — польская княжна Ванда Могилевская. Приехала учиться в ИБД по распоряжению отца.
- Екатерина Попова — Полина Николаевна Гарденина (2 сезон), воспитанница ИБД, подруга Лизы Вишневецкой. Обожает читать книги Эдгара По. «Юный сыщик Пуаро с глупыми доводами».
- Дарья Егорова — княжна Евгения (Эжени) Александровна Меншикова (2 сезон). В конце сезона расторгла помолвку с Алеко.
- Мария Кононова — Юлия Андреевна Строганова (урождённая княжна Извольская) (2 сезон). Невеста Ильи Васильевича Миронова, с которым позже расторгла помолвку и стала женой Никиты Строганова.
- Дарья Сазонова — Нина Изотова по прозвищу «Мышка».
- Карина Гондагсазян — княжна Ирина Богдасарова (2 сезон).
- Ирина Линдт — Нина Андреевна Манчини, крестница княгини Алтуфьевой, бывшая графиня Воронцова, первая жена графа Воронцова, мать Серёжи Воронцова
- Василий Шемякинский — итальянский дворянин Джованни Манчини, муж Нины Воронцовой. Пытался забрать сына у графа.
- Ирэна Морозова — Зейнаб, турчанка, няня Мириам (1 сезон) / кухарка в институте (2 сезон), стала женой институтского сторожа Палыча.
- Андрей Бархударов — Ахмет-паша (1 сезон).
- Евгений Сергеев — † граф Фёдор Александрович Черневский, отец Аси. Погиб от руки слуги Адмирала Акиры во 2 сезоне.
- Алёна Созинова — принцесса Мириам, дочь турецкого революционера, «друга» Российской Империи, подопечная графа Воронцова. Уехала в Турцию после замужества (муж Аслан), периодически приезжала в Россию в гости.
- Алексей Франдетти — Аслан, сын турецкого лавочника в Москве, муж Мириам.
- Евгения Водзинская — графиня Екатерина Петровна Басманова (урождённая графиня Шестакова), жена Михаила Александровича Басманова, мать Пети.
- Екатерина Астахова — Татьяна Павловна Зотова (урождённая Ильинская), вторая жена профессора Зотова и приёмная мать его детей Мити и Насти, уехала с семьёй в Крым.
- Юлия Гусева — графиня Анастасия Федоровна Шестакова (урождённая графиня Черневская), первая фрейлина Императрицы Марии Александровны, первая жена Сергея Шестакова.
- Полина Беленькая — † Варвара Кулакова (1 сезон) / Анна Кулакова, сестра Вари, вторая жена Сережи Шестакова (2 сезон).
- Ксения Хаирова — Лидия Ивановна Соколова, начальница ИБД (1—2 сезон).
- Людмила Кожевникова — Эмма Оттовна Проскурина (урождённая фройляйн Штольц по прозвищу «Мымра»), классная дама ИБД, позже хозяйка кофейни, жена Григория Проскурина.
- Анна Исайкина — императрица Мария Александровна Романова (2 сезон).
- Юлия Кокрятская — генеральша Надежда Николаевна Шестакова (бывшая мадам Бутова, урождённая Муравьева), выпускница ИБД, позже работавшая в нём пепиньеркой, приёмная мать Манечки.
- Наталия Медведева — Наталья Сергеевна Орлова ("Миледи") (бывшая баронесса Каннингем, бывшая графиня Епанчина) (2 сезон).
- Пак Хёк Су — † Акира (2 сезон), японец, бывший самурай, ронин, слуга князя Вишневецкого, убил Фёдора Черневского.
- Ирина Шевчук — княгиня Мария Денисовна Разумова, тётушка Эжени Меншиковой, председатель попечительского совета ИБД (2 сезон).
- Александр Клюквин — генерал Петр Ильич Шестаков, отец Кати и Сергея.
- Всеволод Хованский-Померанцев — граф Сергей Петрович Шестаков, муж Аси Черневской, впоследствии муж Анны Кулаковой (1—2 сезон).
- Денис Беспалый — † Фёдор-Душегуб (2 сезон).
- Иван Рыжиков — Платон Федорович Матвеев, миллионщик, супруг Авдотьи.
- Ирина Нехороших — Авдотья Петровна Матвеева, возлюбленная Федора-Душегуба, супруга Платона (1 сезон).
- Ирина Фролова — Авдотья Петровна Матвеева (замена), супруга Платона (2 сезон).
- Артур Иванов — † "Белый генерал" Михаил Дмитриевич Скобелев (2 сезон).
- Елена Караджова — † генеральша Елизавета Александровна Шестакова, жена генерала Шестакова, мать Сережи и Кати. Умерла от отравления Натальей Орловой на балу в ИБД. (2 сезон)
- Владимир Никитин — полицмейстер Викентий Кондратьевич Устинов.
- Степан Старчиков — великий князь Константин Николаевич Романов, брат Императора.
- Антон Феоктистов — Николай Семёнович (Николя) Маркин (1 сезон). Аферист, «друг» князя Андрея Хованского. Осуждён.
- Павел Вишняков — † капитан Алексей Узатис. Осуждён за убийство матери генерала Скобелева, погиб от руки графа Орлова на каторге (месть за насилие над Миледи).
- Иван Колесников — † князь Андрей Петрович (Андре) Хованский (1 сезон), сводный брат Софьи Горчаковой. Застрелился в день смерти своего слуги Харитона, чтобы наказать разорившего его Маркина.
- Любовь Германова — княгиня Мария Алексеевна Алтуфьева (1 сезон).
- Наталия Рогоза — княжна Юлия (Жюли) Тишинская, племянница и наследница княгини Алтуфьевой, вторая жена Николя Маркина.
- Алексей Фаддеев — поручик Евгений Петрович Бутов, первый муж Наденьки, друг графа Воронцова. Погиб от руки Адмирала во втором сезоне.
- Анатолий Завьялов — † революционер Лев Полозецкий (1 сезон).
- Семен Спесивцев — † Александр Соколов, сын начальницы ИБД Соколовой, студент химического факультета Московского университета, погиб при взрыве вместе с Варей (1 сезон).
- Михаил Анатольевич Дорожкин — Илья Васильевич Миронов, по прозвищу «Индюк», мировой судья, жених Юлии Извольской (2 сезон).
- Дмитрий Калязин — Алеко Ростави, приёмный сын цыганского барона Сохи Ростави, по рождению князь Алексей Павлович Вишневецкий, племянник князя Вишневецкого, брат Лизы Вишневецкой. Влюблён в Евгению Меньшикову, в конце 2 сезона разрывает помолвку с ней.
- Ирина Крутик — † Дарья, горничная Миледи, позже баронесса Дарья Никитична Незнамова. Умерла по предсказанию Марии Орловой за 5 минут до кончины "Адмирала". (2 сезон).
- Надежда Бутырцева — Тамила, сестра цыганского барона, тётя Лилы.
- Макар Самойлов — граф Сергей Владимирович Воронцов (сын Нины и Джованни Манчини, был усыновлен графом Воронцовым), крестник Софьи Горчаковой.
- Владимир Гориславец — Никита Иванович Строганов, сын миллионщика Ивана Строганова, друга Платона Матвеева, муж Юлии (2 сезон).
- Марина Голубцова — графиня Мария Михайловна Орлова, сестра поручика Орлова, ясновидящая (2 сезон).
- Олег Евтеев — † подпоручик Афанасий Веснин, жених Алёны Знаменской. Погиб от рук сообщников "Адмирала". (2 сезон).
- Дмитрий Воронин — † Антон Михайлович Васильев, выпускник юридического факультета Московского университета, помощник судьи, друг Орлова. Влюблен в Лизу. Погиб от руки "Адмирала". (2 сезон).
- Всеволод Макаров — граф Михаил Александрович Басманов, ротмистр, личный адъютант генерала Скобелева. Муж Кати, отец Пети.
- Людмила Свитова — Глафира Григорьевна Проскурина, дочь Григория Федотовича Проскурина. Бывшая хозяйка кофейни. Возлюбленная князя Хованского, в дальнейшем возлюбленная и жена бывшего бандита Тихона, блаженная.
- Полина Нечитайло — Оксана Нечипоренко, воспитанница ИБД, после окончания которого медсестра в госпитале.
- Ирина Девляшова — Мария Антоновна Кузнецова (урождённая Кутайсова), выпускница ИБД с похвальной грамотой, супруга учителя русской словесности и литературы в ИБД Анатолия Васильевича.
- Ксения Виват — Дарья Дорошевская, вольнослушательница химического факультета Московского университета, сообщница и сожительница Льва Полозецкого, позже — возлюбленная Александра Соколова.

## Награды
- ТЭФИ (премия, 2011) — номинация Телевизионный художественный сериал — телероман/теленовелла.